# 李代芳
李代芳（1894年9月18日—1975年7月5日），字芸轩，山东青岛人，政治人物、企业家。曾任青岛市参议会参议长、青岛市商会理事长、制宪国大代表等职。

## 生平
1894年9月18日，李代芳生于山东省莱州府即墨县夏庄附近的李家沙沟村（今山东省青岛市城阳区夏庄街道李家沙沟社区）。早年毕业于西关高等学校，另有说法称曾在青岛礼贤书院学习。后就读于金陵大学农学院森林系，毕业后曾留任助教，后任山东省森林局局长，兼山东省立农事试验场场长。另有说法称其毕业后曾任职于烟台农林事务所、1922年参加鲁案善后工作、1923年任青岛农林事务所所长、1928年任济南苗圃主任。
1928年，李代芳返回青岛，与周子西等创办华北火柴厂，1932年改组为华北火柴股份有限公司。1937年全面抗战爆发后，赴重庆成立华北火柴厂重庆办事处，另曾任昆明信生运输行总经理、昆明志诚染织厂总经理。1945年抗战结束后回到青岛收回华北火柴厂，并任董事长。1946年1月出任青岛市商会整理委员会主席，领导青岛市商会的整理、重建工作。同年4月青岛市商会重新成立后任主席，后改称理事长。同年，青岛市参议会成立，李代芳任参议长。同年当选制宪国大代表。1947年当选第一届国民大会商业团体东区候补代表。1947年曾与地方士绅等在仙家寨（现属城阳区）成立私立振青中学。1948年12月青岛商会改选，李代芳仍任理事长。
1946至1949年间，李代芳亦曾任善后救济总署青岛办事处主任、行政院山东青岛区处理敌伪产业审议委员会委员、行政院善后救济审议委员会委员、行政院物资供应委员会委员、国民政府宪政实施促进会委员、青岛火柴公会理事长、青岛冷藏公司董事长、永大火柴原料公司董事长等职。
1949年6月解放军接管青岛前夕赴台湾。有说法称其原拟留在青岛，而被第十一绥靖区司令官刘安祺挟持赴台。此后曾任光复大陆设计研究委员会委员。1975年7月5日病逝于台中市。

## 相关古迹

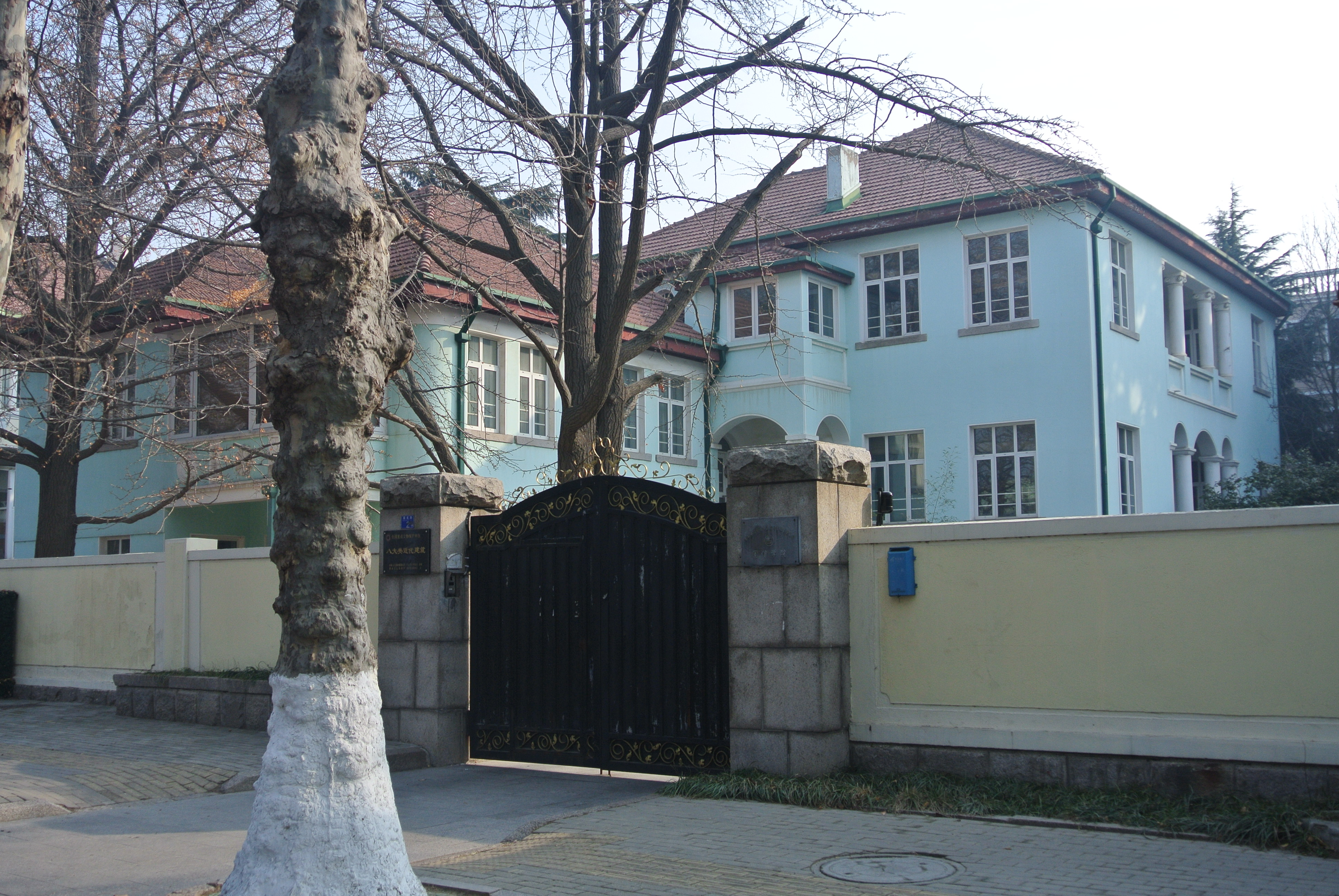
荣成路2号甲李代芳旧宅

青岛市市南区荣成路2号甲别墅约建于1935年，建筑师栾延玠、王屏藩设计，原业主为张伯诚，后为李代芳妻妹周清梅住宅，1946年后李代芳在此居住，直至1948年底迁居至华北火柴厂，现为全国重点文物保护单位青岛八大关近代建筑的一部分。